# Osanobua
Osanobua, également connu sous le nom d'Osalobua est le nom de Dieu en langue Edo pour les Edos (Esan : Osenobula, Osenebra; Urhobo : Osonobruwhe, Osonobruvwe),,. On l'appelle également Osa, qui est communément intégré dans les noms Edo modernes, tels que Esosa, qui signifie la bonté ou le don de Dieu ; Eghosa, le temps de Dieu ; et Efosa, les bénédictions ou la richesse de Dieu ; ou pleinement Efenosariemenefo, ce qui signifie que la richesse que Dieu m'a donnée ne s'épuisera jamais. 

## Origines et signification
Le terme dérive à l'origine de la divinité de la langue traditionnelle Edo, Osa, une divinité du ciel apparentée au terme yoruba orisha. L'épithète Osalobua Noghodua signifie Dieu Tout-Puissant. Le mot osalobua englobe un grand nombre de principes divins, notamment l'état divin de miséricorde, d'intemporalité, de bonté, de justice, de sublimité et de suprême. Dans le système de croyance d'Edo, Osalobua possède les attributs divins d'omniprésence (orhiole), d'omniscience (ajoana) et d'omnipotence (udazi). On pense que la Divinité Suprême est présente partout et à tout moment,.

## Cosmogonie
Osanobua est considéré comme le créateur de tous les êtres, à la fois dans le monde visible des humains, appelé Agbo, et dans le monde invisible des dieux et des esprits, appelé Erivi. Osanobua est semblable à un roi divin, et ses enfants sont également des divinités, représentant les premiers dirigeants de lieux importants sur terre comme le Bénin et Ife. Parmi ces divinités, Ogu est le dieu du fer, Osu est le dieu de la médecine, Ogiuwu est le roi de la mort, et Oloku, le fils aîné d'Osanobua, est associé à l'eau, aux mers, aux rivières et à la fertilité.

## Croyances et pratiques
Le monde des vivants, Agbo, est entouré d'eau, et pour se déplacer vers Erivi, il faut traverser ces eaux. Les humains effectuent généralement deux voyages à travers ces eaux : un à la naissance et un à la mort. Lorsqu'une personne est sur le point de naître, elle se tient devant Osanobua ou Oloku pour informer de ses projets de vie et demander les moyens de les réaliser. Chaque individu a une ombre spirituelle qui réside dans Erivi, servant parfois d'intermédiaire entre l'humain et Osanobua. Un autre esprit personnel est lié à la fortune de chaque individu.
Un mythe Edo raconte l'histoire d'un jeune homme créé par Osanobua, impatient de naître après avoir vu une belle femme. Dans sa précipitation, il naît avec un corps incomplet, sans pénis. Ses parents, attristés par cette situation, meurent et une vieille femme l'élève. En grandissant, le jeune homme devient un talentueux musicien, attirant l'attention d'une princesse. Cependant, un récolteur de vin de palme révèle son défaut au roi, qui organise une inspection publique des hommes. La vieille femme jette un sort au jeune homme, le ramenant à Osanobua. En colère et se battant avec Dieu, il reçoit enfin un pénis. Lors de l'inspection, il se révèle complet, et le récolteur de vin de palme est exécuté pour son mensonge.

## Influence
L'État d'Edo compte plusieurs régions avec leurs propres dialectes locaux ; Esan, Ewohimi, Ewato, Ewosa, Etsako, Auchi, Igueben, Ora, Oredo, Orihionmwon et Iruekpen. Le peuple Esan appelait Dieu « Osenebra » ou « Osenobula ». Il est souvent abrégé en Ose. Dieu est également décrit comme « Ofuekenede » (Dieu miséricordieux), « Okaludo » (plus fort que la pierre), « Obonosuobo » (le grand médecin), « Oshimiri atata » (une rivière qui ne tarit jamais), etc.